# The Mystery of the Poison Pool
The Mystery of the Poison Pool est un film muet américain réalisé par James Gordon et sorti en 1914.

## Fiche technique
- Réalisation : James Gordon
- Scénario : J. Searle Dawley
- Chef-opérateur : Charles Rosher
- Date de sortie : États-Unis : 5 septembre 1914

## Distribution
- James Gordon : Joe Cameron
- Betty Harte : Dorothy
- Frank Sidwell
- Emmanuel A. Turner : Caporal Walton